# 平頭竹節蟲亞科
平頭竹節蟲亞科（學名：Platycraninae）是竹節蟲目竹節蟲科下的一個亞科，其下物種分布於東南亞與澳大拉西亞。此亞科過去為複系群，2020年有研究整理分類，將平頭竹節蟲亞科中除模式屬平頭竹節蟲屬外的其他屬均歸入新亞科大頭竹節蟲亞科中，另外將原本不屬任何亞科的Stephanacridini族歸入本亞科中。本亞科現包含兩個族，可能為狹義竹節蟲科（即Lanceocercata）的姊妹群。

## 屬
平頭竹節蟲族 Platycranini Brunner von Wattenwyl, 1893
- 平頭竹節蟲屬（英语：Platycrana） Platycrana Gray, 1835

Stephanacridini族 Günther, 1953
- Diagoras Stål, 1877
- Eucarcharus Brunner von Wattenwyl, 1907
- Hermarchus（英语：Hermarchus (phasmid)） Stål, 1875
- Macrophasma Hennemann & Conle, 2006
- Nesiophasma Günther, 1934
- 筒胸竹節蟲屬 Phasmotaenia Navas, 1907
- Sadyattes（英语：Sadyattes (insect)） Stål, 1875
- Stephanacris Redtenbacher, 1908